# Ergonomie
 (septembre 2023).
L’ergonomie est « l'étude scientifique de la relation entre l'humain et ses moyens, méthodes et milieux de travail » et l'application de ces connaissances à la conception de systèmes « qui puissent être utilisés avec le maximum de confort, de sécurité et d'efficacité par le plus grand nombre ».

## Étymologie
Le terme « ergonomie » vient du grec ancien ἔργον / érgon (« travail ») et νόμος / nόmos (« loi »).
Le terme est créé par deux fois au cours du XIXe siècle dans deux contextes théoriques distincts : d'abord en 1857 par Wojciech Jastrzębowski qui publie en polonais le premier « Précis d'Ergonomie » qui n'est que faiblement diffusé, puis en français (1858) par Jean-Gustave Courcelle-Seneuil.

## Définitions
Suivant la définition de l'ANACT, l'ergonomie rassemble des connaissances sur le fonctionnement de l'homme en activité afin de l'appliquer à la conception des tâches, des machines, des outillages, des bâtiments et des systèmes de production.
En 1970, La Société d’ergonomie de langue française (SELF) définit l’ergonomie comme : « l’adaptation du travail à l’homme, ou, plus précisément, comme la mise en œuvre de connaissances scientifiques relatives à l’homme et nécessaires pour concevoir des outils, des machines et des dispositifs qui puissent être utilisés avec le maximum de confort, de sécurité et d’efficacité ».
Dans cette définition, cette discipline utilise des connaissances scientifiques sur l’homme pour concevoir des outils et dispositifs qui lient confort d’utilisation à la sécurité. Le souci est porté tant sur l’utilisabilité que la sécurité et l’efficacité.
En 2000, l’International Ergonomics Association (IEA), définit indistinctement l’« Human Factor » ou l’« ergonomie » comme « la discipline scientifique qui vise la compréhension fondamentale des interactions entre les humains et les autres composantes d’un système, et la profession qui applique principes théoriques, données et méthodes en vue d’optimiser le bien-être des personnes et la performance globale des systèmes ». La SELF reprend depuis cette définition en précisant que « Les praticiens de l’ergonomie, les ergonomes contribuent à la planification, la conception et l’évaluation des tâches, des emplois, des produits, des organisations, des environnements et des systèmes en vue de les rendre compatibles avec les besoins, les capacités et les limites des personnes ».
Ainsi, l’International Ergonomics Association (IEA) comme la SELF englobent dans la définition de ce terme tant les démarches d’études des relations hommes, machines et contextes que l’application des principes qui y découlent. L'ergonomie/facteur humain est dès lors vue une « science intégrative pluridisciplinaire centrée sur l'utilisateur ». L'IEA note que les questions traitées par l'ergonomie sont généralement de nature systémique et que cette discipline doit mobiliser des approches holistiques et systémiques de manière à appliquer des théories, principes et apports issus de nombreuses disciplines pertinentes pour la conception et l'évaluation des tâches, des emplois, des produits, des environnements et des systèmes. L'ergonomie doit ainsi prendre en compte dans sa démarche des facteurs physiques, cognitifs, sociotechniques, organisationnels, environnementaux, etc. dès lors qu'ils sont pertinents, ainsi que les interactions complexes entre l'homme et les autres humains, l'environnement, les outils, les produits, les équipements et la technologie,.

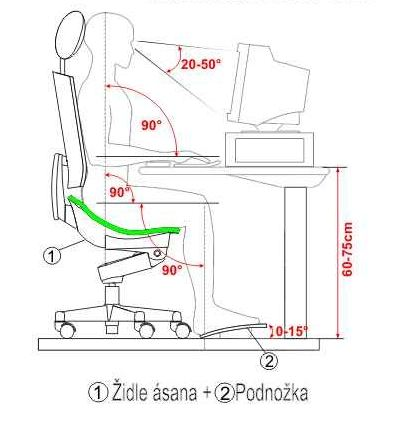
Ergonomie

Il est courant de dire que l'ergonomie puise son savoir dans les diverses sciences ayant trait au comportement humain (physiologie, médecine, psychologie, sociologie, linguistique, anthropologie, économie, management, ainsi que les sciences de l'ingénieur) pour les mettre au service de l'Homme au travail.
L'ergonomie est ainsi multidisciplinaire. Elle se définit par l'objectif à atteindre et non par la méthode. Elle vise simultanément la santé de l'humain au travail et son efficacité.
La discipline ergonomie s’est d’abord construite autour d’un projet d’adaptation du travail à l’humain, ce qui demande une mobilisation de connaissances pluridisciplinaires touchant au fonctionnement humain, ainsi que la production de connaissances concernant les activités humaines situées. L’émergence en France du métier d’ergonome a été accompagné par le développement de travaux universitaires portant sur le travail humain et sur les techniques d’intervention visant à modifier les conditions de ce travail. Ce changement de posture de l’ergonome, agissant comme intervenant, a nécessité des réflexions méthodologiques autour de la conduite de l’intervention ou encore de la conduite de projets. Les liens étroits entre chercheurs et praticiens de la discipline favorisent cette élaboration méthodologique.
L'ergonomie est fondée sur des modèles de la situation de travail (en particulier celui de Jacques Leplat) qui mettent l'accent sur la différence de nature entre la tâche (projet, consigne, du domaine du virtuel, du futur) et l'activité (réalité, réponse aux aléas du quotidien), le corps prend ainsi des postures, actionne des commandes, gère (consciemment ou non) des processus de pensée, communique avec autrui, organise ses actions, etc.
Les systèmes concernés par l'adaptation du travail à l'Homme peuvent être des espaces physiques de travail (par ex. postes de contrôle, chaînes de production), des éléments de ces espaces (par ex. synoptiques, tableau contrôles-commandes), des processus de gestion de la production, des interfaces professionnelles ou grand public (on parle alors d'interface homme-machine, telles que des logiciels, des sites internet/intranet), ainsi que l'organisation du travail (rotation des horaires, organisation des services) et modes de management.
L'analyse de l'activité se base sur des postulats, issus du socle de connaissances et d'expériences :
- l'opérateur régule son activité, en fonction de son environnement externe (environnement de travail, moyens techniques), de son état interne (fatigue, usure professionnelle liée à l'âge) pour obtenir un maximum de régularité de la performance : accélération du rythme de travail pour rattraper du retard ou faire face à une urgence, modification du mode opératoire face à la mauvaise qualité des résultats obtenus… Les régulations peuvent être illustrées par l'utilisation du schéma des 5 carrés de Leplat et Cluny ;
- la notion de compromis entre exigences de performance, (toujours explicitement ou implicitement présentes) et exigences liées au respect des règles (de sécurité, de gestion, techniques, administratives…). L'observateur de l'activité du travail constate toujours que ce compromis existe, et qu'il n'est pas construit comme le voudraient les organisateurs, en privilégiant la règle prescrite avant tout. La réalité est plus complexe, comme dans la vie courante, où nous respectons tous les vitesses limitées sur la route…sauf si nous avons peur de rater notre train, ou d'arriver en retard à un rendez-vous urgent…

Ce « compromis cognitif » pour reprendre le terme de René Amalberti est aussi affecté par les aspects psychiques de l'activité, dans la mesure où les études des aspects psychiques du travail, de plus en plus nombreuses, montrent que la réalisation de la production nécessite de plus en plus non seulement de faire des compromis avec la sécurité (ce qui n'est jamais écrit) mais aussi avec sa peur, son stress, ses émotions, etc.

## Applications de la discipline

### Courants principaux
À la suite de Maurice de Montmollin, les francophones distinguent généralement deux grands courants en ergonomie à la fois distincts et complémentaires :
- l'ergonomie centrée sur l'activité qui insiste sur la compréhension de la situation de travail dans son ensemble, l'analyse de la demande et du cadre de l'intervention et la distinction entre le travail prescrit et le travail réel. Cette école est principalement présente dans les pays francophones, au Brésil et sous une autre forme en Scandinavie ;
- l'ergonomie du facteur humain, tel que l'ergomotricité est centrée sur la recherche de résultats généraux (sur les postures, les cadences, les ambiances de travail…) et la définition de normes. Elle est dominante aux États-Unis et au Japon.

Il faudrait encore faire une distinction entre les ergonomes qui parlent du facteur Humain et ceux qui parlent DES facteurs humains, et maintenant facteurs humains et organisationnels, pour mieux marquer la dimension collective et sociale des problématiques actuelles sur la fiabilité des systèmes socio-techniques complexes (secteurs nucléaire, armement, chimie, trafic aérien…). Le plus souvent en France, l'utilisation du terme Facteur(s) Humain(s) ne signifie pas un désaccord avec l'approche par l'analyse de l'activité, mais seulement le désir de se démarquer d'une ergonomie trop cantonnée, en tous cas dans la représentation commune, dans les seuls aspects physiques de l'étude du travail : "la hauteur du plan de travail et la couleur des murs et des écrans"[réf. nécessaire]. De plus en plus d'études croisent les deux approches.

### Domaines d'application

#### Trois dimensions classiques
- L'ergonomie physique : elle s'intéresse prioritairement aux caractéristiques anatomiques, anthropométriques, physiologiques et biomécaniques de l'Homme dans leur relation avec l'activité physique. Les thèmes étudiés sont par exemple : les postures de travail, les manipulations d'objets, les mouvements répétitifs, les troubles musculosquelettiques, la disposition du poste de travail, la sécurité et la santé de l'opérateur…
- L'ergonomie cognitive : elle concerne les processus mentaux liés à l'activité de travail tels que : la perception, la mémoire, le raisonnement, le langage et les réponses motrices . Les sujets d'étude visent notamment la charge mentale, la prise de décision, la performance, l'interaction homme-machine, l'erreur et la fiabilité humaine, le stress professionnel…
- L'ergonomie organisationnelle : elle recouvre l'optimisation des systèmes socio-techniques, les structures organisationnelles, la définition des règles et des processus de travail. Ce qui renvoie à des thèmes tels que : la gestion des ressources humaines, la communication, les horaires et rythmes de travail, le travail en équipe, les nouvelles formes de travail (ex. : le travail dans les services ou le télétravail).

#### Domaines moteurs actuels
- Beaucoup de règles ergonomiques se sont dégagées dans le domaine de l'aéronautique, où la lisibilité immédiate des instruments et l'accessibilité des commandes peuvent faire la différence en cas de situation critique. L'examen des boîtes noires après chaque accident d'avion informe sur toute erreur humaine commise, ce qui se reflète dans les conceptions de cockpits futurs par une meilleure prise en compte de l'humain et de son fonctionnement.
- Les enjeux unitaires étaient moins importants en informatique, mais se chiffraient en millions d'utilisateurs. Un tel bras de levier ayant des conséquences financières directes dans le domaine du commerce électronique (« la concurrence est à un clic de souris »). On découvrit alors par essais et erreurs la loi de Fitts et la loi de similarité (dite « loi de similitude » dans la théorie de la gestalt).
- L'expansion des sites Internet et des services accessibles par ces moyens accroît le besoin de rendre un site facile à utiliser, et même facile à apprendre ; il faut donc bannir les fonctionnalités peu utiles ou difficilement accessibles (notamment aux handicapés moteurs ou visuels). L'ergonomie a là aussi un rôle à jouer dans son analyse des usages et sa connaissance du fonctionnement humain. Voir aussi : accessibilité du web[14].
- L’amélioration des conditions de travail au sein des entreprises représente aujourd’hui un enjeu majeur pour la santé publique et s’inscrit dans le cadre du développement durable et de la Responsabilité Sociétale de l'Entreprise.

### Pratiques de l'ergonomie
Les ergonomes, praticiens de l'ergonomie, contribuent au développement des entreprises, institutions, associations pour les rendre plus performantes, notamment par la prise en compte du fonctionnement humain et des exigences concrètes des situations de travail, de vie et d'usage dans les choix de conception retenus (organisationnels, techniques, de formation, etc.). Les ergonomes peuvent être sollicités dans différentes configurations :
- soit cette sollicitation a pour origine un dysfonctionnement rencontré par la structure en termes de productivité, de qualité, de fiabilité, de santé, de sécurité. L'objectif est alors de mieux comprendre les dysfonctionnements rencontrés par la mise en œuvre d'une démarche rigoureuse d'analyse ergonomique de situations de travail, de vie, d'usage à partir de laquelle un accompagnement sur mesure est proposé par l'ergonome. Cet accompagnement est alors co-construit avec les acteurs du milieu de l'intervention. On parle d'ergonomie de correction ;
- soit, cette sollicitation s'inscrit dans un contexte de conception (d’espaces, d’outils ou dispositifs techniques, de nouvelles organisations, de dispositifs de formation, etc.). L'objectif est alors pour l'ergonome de contribuer à la réussite du projet d'investissement ; il s'agit pour lui d'accompagner la structure pour éviter que soit mis en place des moyens de travail à partir de représentations erronées de l’activité humaine ou tout simplement de représentations fondées sur un existant qu’il n’est pas souhaitable de reproduire. Les ergonomes ne se contentent pas d’apporter des préconisations techniques issues des analyses du travail, ils apportent leurs conseils à la fois sur la manière dont les projets peuvent être conduits et sur le contenu même du projet. On parle d'ergonomie de conception.

Les champs d'application sont multiples (conception industrielle, architecturale, organisationnelle, produit, dispositifs de formation, etc.) dans des domaines variés (aéronautique, automobile, pharmaceutique, hospitalier, agricole, sanitaire et social, militaire, nucléaire, éducation, etc.).

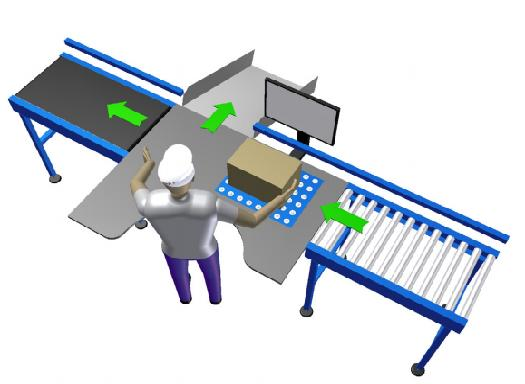
Poste de travail dans un environnement de manutention continue

Les techniques et outils de simulation (d'interface de systèmes, d'architecture, d'objets…) qui permettent de visualiser en 3D et avant même le moindre début de réalisation la future interface, ou la future salle de contrôle, le futur poste de travail… ont beaucoup contribué à faire évoluer le métier de l'ergonome, et le regard que portent sur lui les industriels, qui doivent dans les projets industriels, identifier le plus tôt possible les problèmes liés aux futures situations pour les opérateurs.
Les ergonomes peuvent exercer dans différentes structures :
- en tant que consultants, de façon libérale ;
- en tant qu'ergonome interne pour les entreprises (exemple en France : P.S.A., Safran, Michelin, etc.). Il existe également tout un réseau d'ergonomes internes hospitaliers ;
- en tant qu'ergonome en service de santé au travail interentreprise (S.S.T.I.), en collaboration avec les médecins du travail et les entreprises adhérentes. Cette pratique a été renforcée en France par l'obligation pour les S.S.T. de travailler en pluridisciplinarité (infirmière du travail, toxicologue, psychologue du travail, ergonome) ;
- en tant qu'ergonome en centre de gestion (CDG) pour la fonction publique territoriale ;
- en tant qu'ergonome enseignant-chercheur.

On trouvera plus d’une centaine d’exemples concrets de pratiques dans les entretiens que mène depuis de nombreuses années la SELF (ergonomie-self.org) dans le cadre des travaux de sa Commission Histoire.
Une diversité de concepts et de méthodes forment aujourd’hui un socle de connaissances communes à tous les praticiens de l'ergonomie. Ces connaissances sont issues tant des disciplines parentes de l'ergonomie que de l'expérience accumulée dans la pratique quotidienne de la profession. Elles sont mises en commun grâce à un réseau d'associations (centralisées sur la SELF à l'échelle francophone, sur la FEES à l'échelle européenne et sur l'IEA à l'échelle internationale), des revues (le Travail Humain, Ergonomics, Human Factors…) et des conférences nationales et internationales qui permettent des échanges réguliers entre les professionnels et avec les chercheurs.

### Recherche en ergonomie
Depuis l’émergence de la discipline, les travaux de recherche en ergonomie sont articulés aux évolutions des milieux de production. En France, les premiers travaux de recherche autonomes ont été réalisés pour le compte de la communauté Européenne du Charbon et de l’Acier, et sur les dimensions physiologiques relatives au travail dans les mines. L’apparition de l’informatisation dans les années 1980 a conduit à développer des travaux de recherche prenant en compte les questions liées à la cognition (donnant naissance au sein de la psychologie à un courant appelé la psychologie ergonomique), et à la communication et aux organisations. Depuis le milieu des années 2000, sont apparus des travaux de recherche centrés sur la transition écologique. Plusieurs universités françaises délivrent la mention de master en ergonomie, le doctorat en ergonomie et l’habilitation à diriger des recherches en ergonomie. Il existe depuis 2004 un « Collège des Enseignants Chercheurs en Ergonomie ».

## Méthodes utilisées en ergonomie

### Méthodologie d'intervention
L'intervention ergonomique se déroule en plusieurs étapes : analyse de la demande, recueil de données, premières hypothèses, analyse des tâches et analyse de l'activité par observation et entretien avec les opérateurs, élaboration d'un modèle de fonctionnement de l'opérateur, de l'atelier…, puis propositions d'aménagement (ou de conception), suivi de la réalisation, du démarrage, et enfin évaluation et suivi des conséquences du changement par analyse des indices socio-économiques et opinions des opérateurs. Plus récemment, les méthodes destinées à la conception se sont beaucoup développées (analyses projectives, démarches de simulation ou d'expérimentation ergonomique).

### Analyse de l'activité
L'ergonomie francophone base sa pratique sur l'analyse de l'activité.
(Section à développer en parallèle de l'article Analyse du travail)

### Concepts utilisés en ergonomie
Liste non exhaustive
- Activité : voir aussi Analyse du travail
- Artefact
- Catachrèse instrumentale
- Charge de travail
- Charge cognitive
- Conditions de travail
- Conception de logiciel interactif
- Conception d'interface écologique L'ergonomie entretient par ce biais une parenté avec d'autres méthodologies issues des sciences de l'ingénieur (UML)
- Conception participative
- Expérience Utilisateur, généralement appelée UX (User Experience)
- Harcèlement moral
- Image opérative (Ochanine)
- Interaction homme-machine
- Pénibilité
- Poste de travail
- Posture
- Tâche prescrite / Tâche réelle : Mettre à jour page « Tache »
- Troubles musculo-squelettique
- Risques psychosociaux
- Système socio-technique
- Stress / épuisement professionnel (i.e. syndrome de débordement cognitif)
- Utilisabilité

### Diversité des méthodes d'analyse
- Observation du travail : À compléter
- Focus groupe en ergonomie
- Analyse ethnographique : À compléter
- Auto-confrontation : À compléter
- Entretien d'explicitation : À compléter
- Auto-confrontation croisée
- Instruction au sosie
- Méthode expérimentale : À compléter
- Expérience du Magicien d'Oz

### Normes associées à l'ergonomie

#### Famille des normes ISO 9241
- ISO 9241-210 (2010-03-15) Ergonomie de l'interaction homme-système - Partie 210 : Conception centrée sur l'opérateur humain pour les systèmes interactifs
- ISO 9241-920 (2009-03-15) Ergonomie de l'interaction homme-système - Partie 920 : lignes directrices relatives aux interactions tactiles et haptiques
- ISO 9241-300 (2008-11-15) Ergonomie de l'interaction homme-système - Partie 300 : introduction aux exigences relatives aux écrans de visualisation électroniques
- ISO 9241-302 (2008-11-15) Ergonomie de l'interaction homme-système - Partie 302 : terminologie relative aux écrans visuels électroniques
- ISO 9241-303 (2008-11-15) Ergonomie de l'interaction homme-système - Partie 303 : exigences relatives aux écrans visuels électroniques
- ISO 9241-305 (2008-11-15) Ergonomie de l'interaction homme-système - Partie 305 : méthodes d'essai de laboratoire optique pour écrans de visualisation électroniques
- ISO 9241-306 (2008-11-15) Ergonomie de l'interaction homme-système - Partie 306 : méthodes d'appréciation du champ pour écrans visuels électroniques
- ISO 9241-307 (2008-11-15) Ergonomie de l'interaction homme-système - Partie 307 : méthodes d'essais d'analyse de conformité pour écrans de visualisation électroniques
- ISO 9241-309 (2008-11-15) Ergonomie de l'interaction homme-système - Partie 309 : écrans à diodes électroluminescentes organiques (OLED)
- PD ISO/TR 9241-309:2008 du 2009-09-30 Ergonomie de l'interaction homme-système. Écrans à diodes électroluminescentes organiques (OLED)

### Autres articles
- ANACT , En France : Agence Nationale pour l'amélioration des conditions de travail.

#### Génériques
- Accident du travail
- Activité
- Analyse clinique du travail
- Analyse ergonomique du travail
- Approche systémique
- Conception sécuritaire
- Ergologie
- Ergomotricité
- Ergonomie cognitive
- Ergonomie informatique
- Interface Homme-machine (IHM)
- Intervention ergonomique
- Pénibilité au travail
- Psychodynamique du travail
- Risques psychosociaux
- Stress
- Troubles musculosquelettiques
- Utilisabilité
- Situation d'action caractéristique

#### Auteurs de référence
- François Daniellou
- Jacques Duraffourg
- Pierre Falzon
- Ludovic Templon
- Jean-Marie Faverge
- Alain Lancry
- Antoine Laville
- Jacques Leplat
- Maurice de Montmollin
- André Ombredane
- Jean-Claude Spėrandio
- Catherine Teiger
- Alain Wisner
- Annie Weil-Fassina